# Vĩnh Linh (xã)
Vĩnh Linh là một xã thuộc tỉnh Quảng Trị. Xã được thành lập năm 2025 trên cơ sở sắp xếp toàn bộ diện tích tự nhiên, quy mô dân số của thị trấn Hồ Xá, xã Vĩnh Long và xã Vĩnh Chấp thành xã mới có tên gọi là xã Vĩnh Linh.